# Il Verificatore (programma televisivo)
Il Verificatore  è stato un programma televisivo italiano condotto da Umberto Rapetto, in onda su Rai 2 tra il 2013 e il 2015.

## Il programma
Si trattava di un format originale nato da un'idea di Roberto Giacobbo che si occupava d'investigare, controllare accuratamente anche con la consulenza di esperti qualificati, la veridicità, la chiarezza e i numerosi errori delle informazioni dei media, gli eventuali rischi che si possono correre in vari siti web e altro ancora, in sintonia con le tendenze del periodo storico attuale.
Si presentavano le varie situazioni, si approfondivano, alcune inviate intervistavano i soggetti interessati e si cercava una soluzione interpellando degli studiosi dell'argomento.